# Rheumaptera marmoraria
Rheumaptera marmoraria là một loài bướm đêm trong họ Geometridae.